# Kurt Bendlin

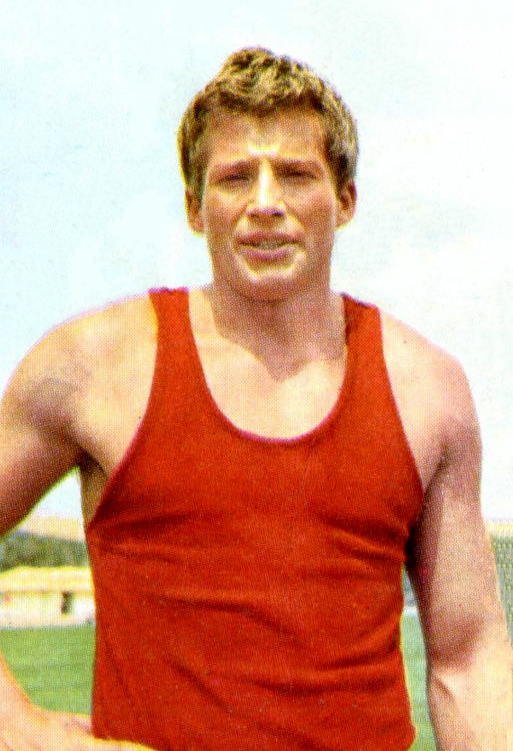
Kurt Bendlin (1968)

Kurt Bendlin (* 22. Mai 1943 in Maßort, Landkreis Rippin, Danzig-Westpreußen; † 29. August 2024 in Paderborn) war ein deutscher Zehnkämpfer, der für die Bundesrepublik Deutschland startete.

## Laufbahn
Als Jugendlicher machte Bendlin zuerst im Speerwurf auf sich aufmerksam. Bei den deutschen Jugendmeisterschaften 1960 in Neuwied belegte er mit 58,95 m den 2. Rang. 1961 steigerte er sich auf 65,98 m und 1962 auf 67,26 m. Mit 22 Jahren gewann er 1965 die erste deutsche Meisterschaft im Zehnkampf.
Im Frühjahr 1966 schien seine Karriere nach zwei Meniskusoperationen beendet. Ungeduldig und heimlich fing der Sportstudent wieder an zu trainieren („Nur Eisen gibt Kraft.“), damit er in Heidelberg am 13. und 14. Mai 1967 an seinem zehnten Zehnkampf teilnehmen konnte. Unter idealen Bedingungen und dank seiner Ausgeglichenheit gab es nach 34 Jahren wieder einen deutschen Zehnkampf-Weltrekordler („Ich habe eben mehr trainiert als die anderen.“). Mit 8319 Punkten übertraf er den Weltrekord des US-Amerikaners Russ Hodge von 1966 um 89 Punkte. Der Heidelberger Rekord wurde erst 1969 vom US-Amerikaner Bill Toomey mit 8417 Punkten überboten. In Deutschland galt die Bestmarke dagegen sogar bis 1976 als deutscher Rekord. Die Einzelleistungen des Weltrekords waren 10,6 s, 7,55 m, 14,50 m, 1,84 m, 47,9 s, 14,8 s, 46,31 m, 4,10 m, 74,85 m und 4:19,4 min.
Wenige Wochen nach seinem Weltrekordzehnkampf schaffte Bendlin bei den deutschen Meisterschaften in Stuttgart (4. bis 6. August) sogar 79, 36 Meter, nicht im Rahmen eines Zehnkampfes, sondern bei den Spezialisten. Die Weite reichte für den zweiten Platz hinter Hermann Salomon vom USC Mainz, der mit 79,83 Meter gewann.
Für den Weltrekord im Zehnkampf zeichnete der Bundespräsident ihn mit dem Silbernen Lorbeerblatt aus.
Für die Bundesrepublik startend, gewann er bei den Olympischen Spielen 1968 in Mexiko-Stadt die Bronzemedaille. Bendlin erzielte dabei 8064 Punkte mit den Einzelleistungen 10,7 s, 7,56 m, 14,74 m, 1,80 m, 48,3 s, 15,0 s, 46,78 m, 4,60 m, 75,42 m und 5:09,8 min. Bill Toomey hatte nach dem ersten Tag ein Punktekonto von 4499, auf dem zweiten Platz lag Joachim Kirst mit 4384 Punkten, vor Hans-Joachim Walde (4290), während Bendlin mit 4149 Punkten auf dem sechsten Platz stand. Am zweiten Tag begann die Aufholjagd von Bendlin: Er schleuderte den Diskus 46,78 m weit und sprang mit dem Stab über 4,60 m, kam trotz seines verletzten Wurfarmes mit dem Speer auf 75,42 m und Toomey war dagegen bei 62,80 m am Ende. Der Amerikaner entschied aber mit 4:57,1 min im abschließenden 1500-Meter-Lauf den Zehnkampf und wurde mit 8193 Punkten Olympiasieger. Vor Walde (8111), Bendlin (8064), Nikolai Awilow (7909) und Kirst (7861). Die Bronzemedaille wurde ihm 1969 gestohlen. Am 9. Juni 2001 wurde ihm das Exemplar im Rahmen der Feier zum 40. Jubiläums der Sportschau durch Heribert Fassbender wieder überreicht. Die Medaille befand sich im Besitz einer Frau und war von dieser kurz zuvor an Fassbender übergeben worden.
Nach Mexiko ließ sich Bendlin am rechten Wurfarm operieren. An den Europameisterschaften 1969 in Athen konnte er aber nicht teilnehmen, da der DLV wegen der „Affäre“ Jürgen May seine Teilnahme an den Einzelwettbewerben zurückgezogen hatte.
Er nahm auch an den Leichtathletik-Europameisterschaften 1971 teil, musste jedoch vor dem abschließenden 1500-Meter-Lauf verletzt aufgeben. Bei den Deutschen Meisterschaften am 3./4. Juli 1971 in Bonn war Bendlin in guter Form angetreten und hatte die Meisterschaft mit der Punktzahl von 8244 vor Hans-Joachim Walde (8122) gewonnen.
1965, 1967, 1971 und 1974 wurde er Deutscher Meister. Ab dem Jahre 1975 folgte die Dominanz von Guido Kratschmer, der auch im Jahre 1980 mit 8649 Punkten einen Weltrekord aufstellte.
Bis 1970 startete er für den TSV Bayer 04 Leverkusen, wo er von Bert Sumser trainiert wurde, danach für den LC Bonn. Auf der Ebene des DLV wurde er von Friedel Schirmer betreut. 1967 wurde er als Sportler des Jahres ausgezeichnet. Von 1979 bis 1990 war er Leiter der Ausbildungs- und Sportförderung bei der Nixdorf Computer AG. Zuletzt veranstaltete er Outdoorcamps und war Autor des Buches Fitness für Manager. Im August 2024 starb Kurt Bendlin im Alter von 81 Jahren in Paderborn.